# Cabo San Lucas
Cabo San Lucas (notoriamente conosciuta come Cabo) è una città di circa 68.463 (2010) abitanti situata all'estremo sud dello stato della Bassa California del Sud, in Messico. Si tratta della seconda città per estensione e numero di abitanti dello stato dopo La Paz.

## Geografia fisica

### Territorio
Distante 1.694 km dal confine statunitense e 220 km da La Paz, capitale dello stato della Baja California Sur, Cabo si trova alla punta estrema della penisola bagnata dall'Oceano Pacifico, da un lato e dal Mare di Cortés dall'altro. È la più grande città del comune di Los Cabos che ha per capoluogo San José del Cabo. Con quest'ultima condivide la presenza nella stessa città metropolitana, la quale conta 305.983 abitanti.
Classificata come una delle 5 principali destinazioni turistiche del Messico, Cabo è nota per le sue spiagge, i luoghi per le immersioni subacquee, i balnearios, l'arco marino omonimo e l'ecosistema sottomarino (tra cui si annoverano razze, squali, corifene e marlin a strisce). Il cosiddetto corridoio di Los Cabos è diventato una meta turistica molto trafficata per i turisti, con numerosi resort e multiproprietà lungo la costa tra Cabo San Lucas e San José del Cabo.

### Clima
L'estremo sud della Baja California ha un clima desertico secondo la classificazione dei climi di Köppen. Anche se le temperature scendono verso lo zero, non si registrano di solito congelamenti.
Durante l'estate, Cabo San Lucas è una località meno mite rispetto a San José del Cabo di circa 1,5-3 °C. A volte, durante l'estate, quando i venti soffiano dall'oceano Pacifico invece che dal golfo di California, le differenze di temperatura tra San José del Cabo e Cabo San Lucas risultano più evidenti.
Cabo San Lucas è meno piovoso di San José del Cabo, anche se gli uragani possono portare forti piogge per lunghi periodi. L'uragano Odile è giunto a Cabo San Lucas il 14 settembre 2014 e ha causato svariati danni. A causa della posizione della città e dell'orografia, i temporali estivi locali non si avvicinano abbastanza da portare la pioggia in città.
La temperatura del mare raggiunge minime di 21-22 °C in inverno e massime di 28-29 °C durante i mesi estivi.
| Dati climatici di Cabo San Lucas (1937-2010) | Mesi | Mesi | Mesi | Mesi | Mesi | Mesi | Mesi | Mesi | Mesi | Mesi | Mesi | Mesi | Stagioni | Stagioni | Stagioni | Stagioni | Anno  |
| Dati climatici di Cabo San Lucas (1937-2010) | Gen  | Feb  | Mar  | Apr  | Mag  | Giu  | Lug  | Ago  | Set  | Ott  | Nov  | Dic  | Inv      | Pri      | Est      | Aut      | Anno  |
| -------------------------------------------- | ---- | ---- | ---- | ---- | ---- | ---- | ---- | ---- | ---- | ---- | ---- | ---- | -------- | -------- | -------- | -------- | ----- |
| T. max. media (°C)                           | 25,4 | 25,9 | 26,9 | 29,0 | 30,7 | 31,7 | 33,3 | 33,7 | 33,0 | 32,1 | 29,4 | 26,8 | 26,0     | 28,9     | 32,9     | 31,5     | 29,8  |
| T. min. media (°C)                           | 13   | 12,7 | 13,5 | 15,4 | 17,0 | 19,0 | 22,8 | 24,2 | 23,9 | 22,4 | 17,5 | 14,5 | 13,4     | 15,3     | 22,0     | 21,3     | 18,0  |
| T. max. assoluta (°C)                        | 36   | 37   | 37   | 41   | 40   | 41,5 | 41,0 | 44,0 | 44,0 | 41,0 | 38,0 | 37,0 | 37,0     | 41,0     | 44,0     | 44,0     | 44,0  |
| T. min. assoluta (°C)                        | 4,5  | 1,5  | 1,0  | 7,0  | 6,5  | 10,0 | 10,0 | 10,0 | 10,0 | 10,0 | 1,0  | 5,0  | 1,5      | 1,0      | 10,0     | 1,0      | 1,0   |
| Precipitazioni (mm)                          | 11,7 | 3,4  | 1,8  | 1,3  | 0,1  | 0,0  | 13,3 | 48,5 | 82,3 | 32,2 | 11,5 | 14,5 | 29,6     | 3,2      | 61,8     | 126,0    | 220,6 |
| Giorni di pioggia                            | 1,2  | 0,4  | 0,3  | 0,1  | 0,1  | 0,0  | 1,1  | 2,9  | 3,3  | 1,6  | 0,7  | 1,0  | 2,6      | 0,5      | 4,0      | 5,6      | 12,7  |

| Gen     | Feb     | Mar     | Apr     | Mag     | Giu     | Lug     | Aug     | Set     | Ott   | Nov     | Dic   |
| ------- | ------- | ------- | ------- | ------- | ------- | ------- | ------- | ------- | ----- | ------- | ----- |
| 22,4 °C | 21,5 °C | 21,5 °C | 21,5 °C | 23,5 °C | 23,1 °C | 25,7 °C | 28,5 °C | 29,5 °C | 29 °C | 26,8 °C | 24 °C |

## Storia

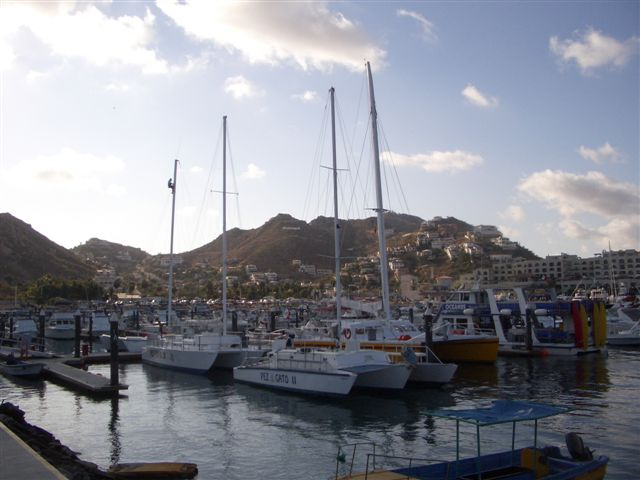
Marina di Cabo San Lucas (2004)

Nonostante l'atmosfera dovuta al turismo di massa e le numerose facilities per gli ospiti stranieri, Cabo San Lucas conserva ancora il fascino della sua antica storia.
Si ritiene che i primi insediamenti umani nel sud della Baja, risalgano a 10.000 anni fa.
I primi coloni europei, al loro arrivo nella zona vi trovarono alcuni nomadi della tribù dei Pericúes o Pericù che vivevano con una dieta basata su caccia, pesca, semi e radici. I locali chiamavano questa zona Yenecamú.
Secondo la descrizione di Hatsutaro, un marinaio giapponese naufragato e poi salvato da una nave spagnola nel 1841, contenuta nel suo libro Kaigai Ibun, Cabo San Lucas nel maggio 1842 contava soltanto due case e circa venti abitanti. Gli autori americani Henry Edwards e John Ross Browne sostengono che il fondatore di Cabo San Lucas fu un inglese chiamato Thomas Ritchie, giunto in zona verso il 1828 e morto intorno all'ottobre 1874. Il fondatore moderno della città sarebbe invece secondo altre fonti Cipriano Ceseña nel 1788, un uomo giunto da Hermosillo, nella regione di Sonora.
Nel 1917, alcuni imprenditori statunitensi vi installarono una piattaforma galleggiante per la caccia al tonno e successivamente fondarono la Compañía de Productos Marinos che diede impulso allo sviluppo della zona. La compagnia durò in essere per qualche anno.

## Turismo

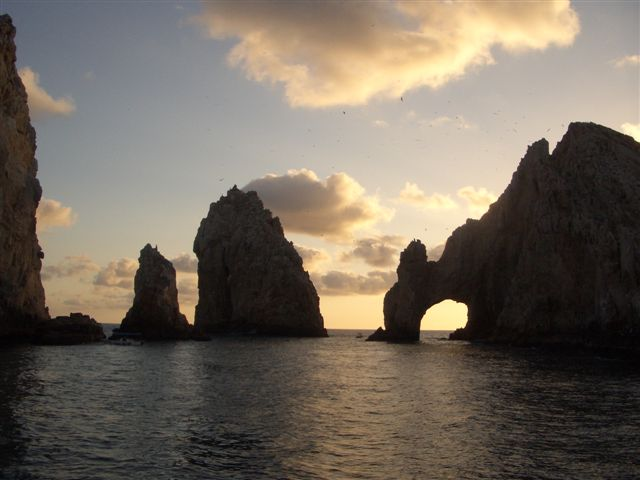
Caratteristico arco naturale sulla spiaggia di Cabo

Collocata laddove le calde acque del Golfo di California incontrano quelle fredde del Pacifico, Cabo San Lucas è una località balneare molto apprezzata soprattutto dal turismo proveniente dai vicini USA.
Vocata a questo tipo di turismo, Cabo è ricca di strutture alberghiere extra lussuose, poste direttamente sulla spiaggia che, nel corso degli anni, hanno aperto la città a comitive di rumorosi vacanzieri, ospitati settimanalmente nei resort disseminati ovunque lungo la strada che corre fino a San José del Cabo.
Grazie alle spiagge e alle calde acque ricche di pesci, a Cabo si pratica la pesca sportiva.
Dal 1974 il governo nazionale ha investito molto nella costruzione di infrastrutture a servizio del distretto turistico di Los Cabos, fino a farlo divenire una delle più rinomate località balneari del Messico.
Cabo San Lucas è raggiungibile tramite l'aeroporto internazionale di San Jose del Cabo.
Le acque antistanti l'abitato sono meta fissa delle grandi navi da crociera che partono dagli Stati Uniti.
A Cabo si tiene ogni anno, nel mese di ottobre, la più famosa competizione di pesca al Marlin del mondo.
Sempre qui, grazie alla privilegiata posizione geografica, si possono osservare le balene nel loro passaggio dal Mare di Cortés all'Oceano Pacifico. Queste portano i loro cuccioli nelle calde acque del Golfo di California dopo aver viaggiato fino a 9.656 km dall'Alaska e dalla Siberia.
In ultimo, Cabo San Lucas è meta frequentata perché spesso tappa della Baja 1000, la competizione di rally non-stop point-to-point (con la maggiore distanza dal punto di partenza della tappa all'arrivo) più lunga al mondo. Nel 2000 e nel 2007, la corsa terminava proprio nella città meridionale della Baja California.

### Sviluppo

Centro commerciale a Cabo San Lucas

Dopo il completamento della Carretera Federal 1, il turismo e lo sviluppo di Los Cabos (ovvero Cabo e la vicina San José) procedette in maniera relativamente incontrollata.
Fino alla fine degli anni Novanta, l'ambiente unico e fragile di questa parte del Messico era in gran parte non tutelato da alcuna legge, e quindi soggetto a costruttori che agivano di concerto con le agenzie governative interessate solo alle offerte turistiche di fascia bassa. Col tempo, tuttavia, si è formato un nutrito gruppo di attivisti e avvocati ora coinvolti nella conservazione di molti degli habitat desertici, dei mammiferi marini e dei tratti di costa di Baja. Diverse agenzie, tra cui il Fondo destinato alla conservazione del golfo di California e il Centro messicano di diritto ambientale di La Paz, stanno tentando di arginare la scomparsa delle zone umide e di altri ecosistemi da Los Cabos a Ensenada. Di fronte alla crescente domanda internazionale di una gestione ecologica guidata dalle imprese, i resort di fascia alta nell'area di Los Cabos sono sempre più sensibili alla tematica dell'impatto ambientale e stanno compiendo i primi passi per istituire pratiche sostenibili come la riduzione dell'uso di acqua e produzione di rifiuti riciclabili.
Dal 2017, si è tentato di rendere Los Cabos uno dei principali luoghi appetibili dell'America Latina, pensando inoltre all'aggiunta di rotte aeree dagli Stati Uniti e dal Canada. Come nel resto del Paese, si è verificata una battuta d'arresto abbastanza percepibile con lo scoppio della pandemia di COVID-19.

### Trasporti

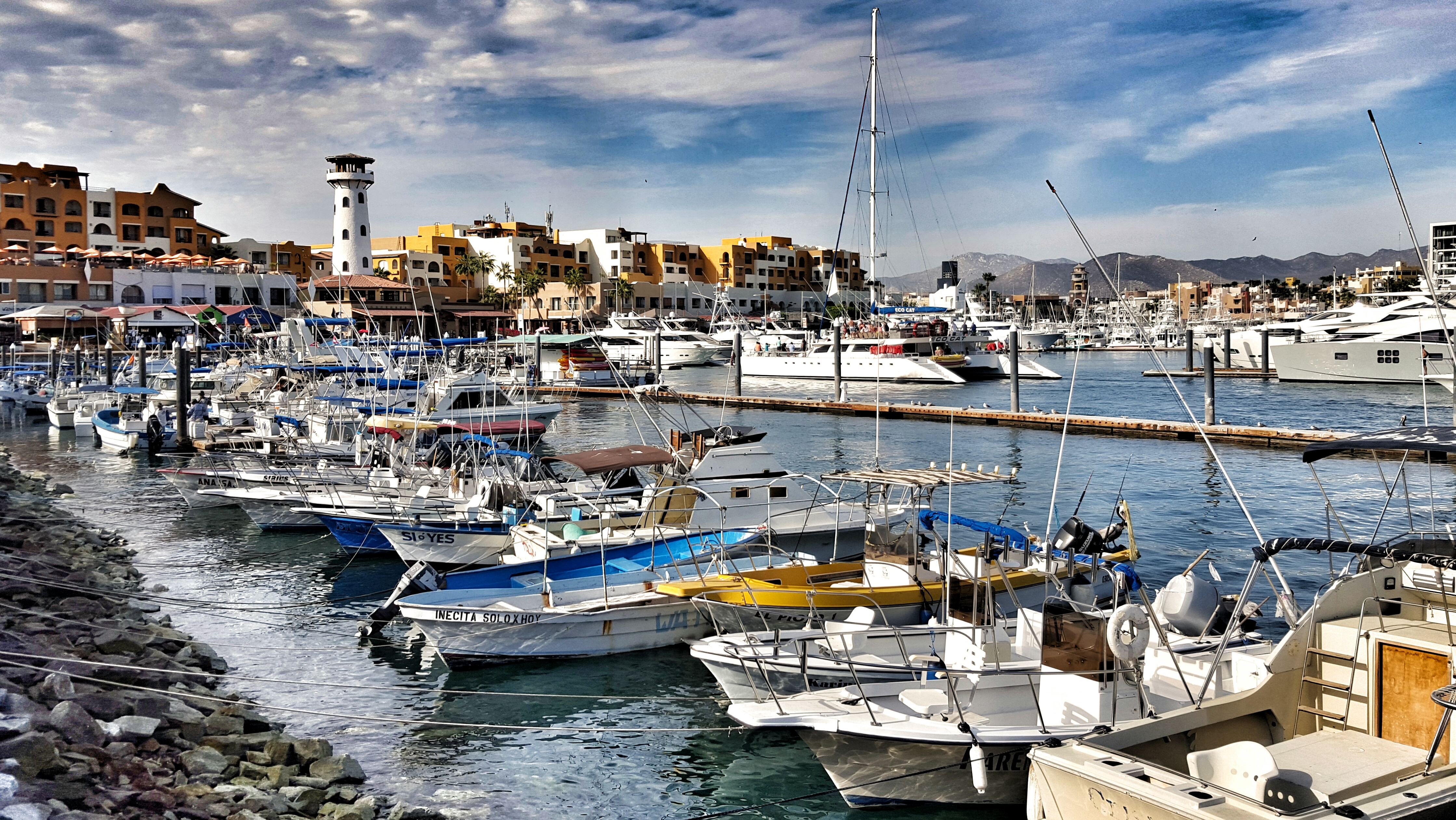
L'ampio porto turistico che domina quello cittadino di Cabo San Lucas

Cabo San Lucas e San José del Cabo sono serviti dall'aeroporto internazionale di Los Cabos.
La città è inoltre un popolare porto di scalo per molte navi da crociera. Cabo San Lucas conta anche un secondo piccolo aeroporto internazionale, l'Aeródromo Internacional de Cabo San Lucas, che gestisce il traffico aereo per i voli dell'aviazione nazionale e mezzi alternativi come l'idrovolante o gli alianti.
Molti turisti si spostano nella zona grazie ai numerosi tassì locali che servono i principali distretti di Cabo, il corridoio e l'aeroporto. In alternativa, esiste un sistema di piccole navette utilizzate dalla gente del posto ma disponibili anche per i turisti, e che costano pochi pesos risultano solitamente meno costosi dei taxi.

### Movida notturna e attività commerciali

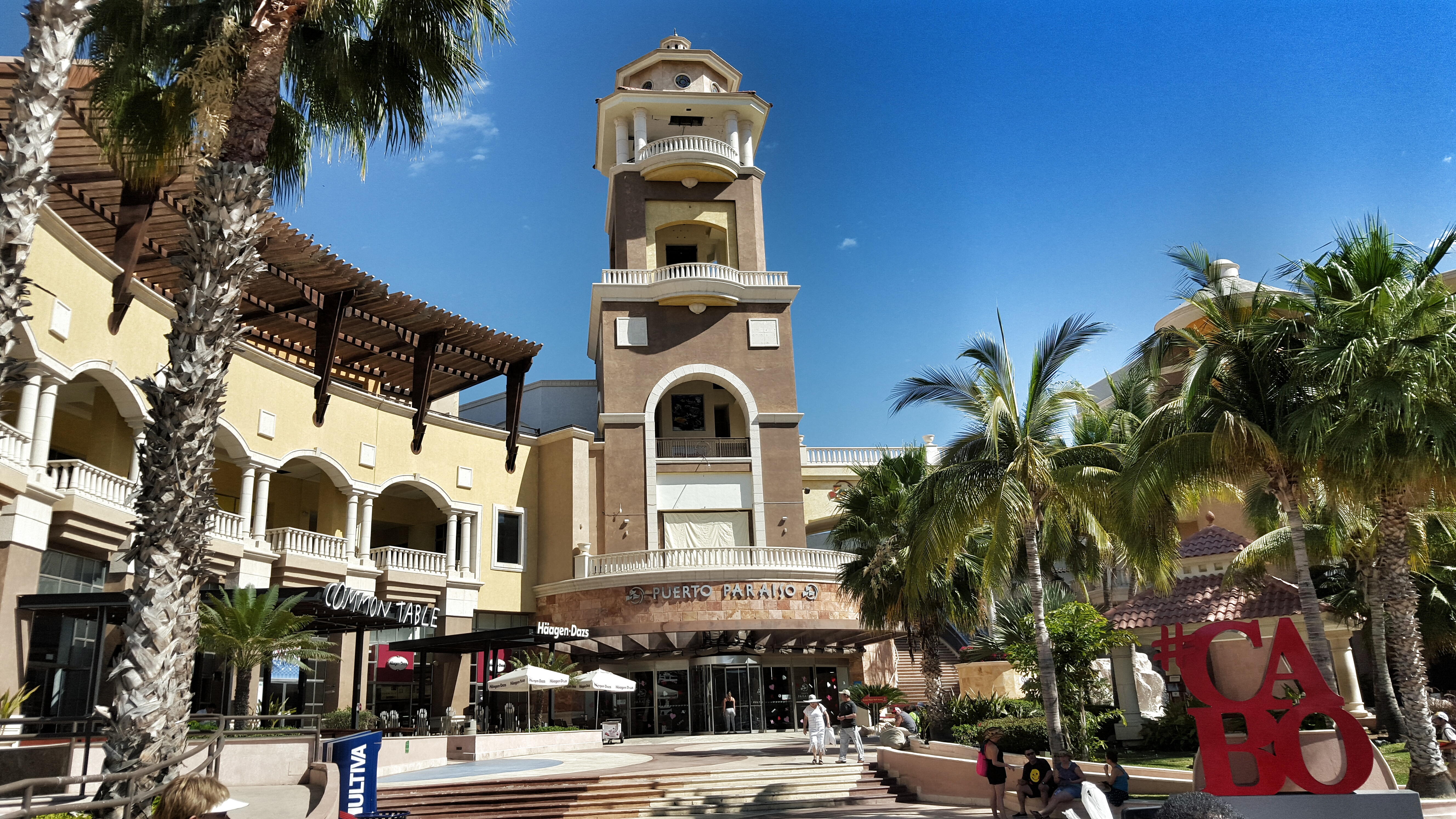
Puerto Paraiso, nel centro di Cabo San Lucas

I locali della movida cittadina includono il Cabo Wabo, un nightclub di proprietà della rock star Sammy Hagar, fondato originariamente da lui e da altri membri dei Van Halen, dal nome del loro singolo Cabo Wabo. La città ospita anche il birrificio Baja Brewing (il primo fondato in Baja California), La Vaquita, Mandala, Coco Bongo, El Squid Roe, il Giggling Marlin e altri luoghi ancora. I ristoranti nel centro di Cabo includono l'Edith, la Hacienda Cocina y Cantina e l'Atardecer da Mona Lisa. I turisti possono anche andare a cavallo nel deserto, noleggiare una barca per pescare, fare snorkel, immersioni subacquee e apnea e parasailing sulla spiaggia. Il quotidiano in lingua inglese di Cabo San Lucas, il bisettimanale Gringo Gazette, ha notizie sulle attività turistiche a Cabo San Lucas, San Jose, Todos Santos, La Paz e Cabo Del Este.
A Cabo San Lucas è possibile ammirare una delle più grandi migrazioni di mammiferi del pianeta: le balene grigie e le megattere. Tutti gli anni, a partire da metà dicembre e fino a metà aprile, è possibile scegliere uno dei numerosi tour operator della zona per poter ammirare da vicino queste impressionanti creature.

### Corridoio del resort

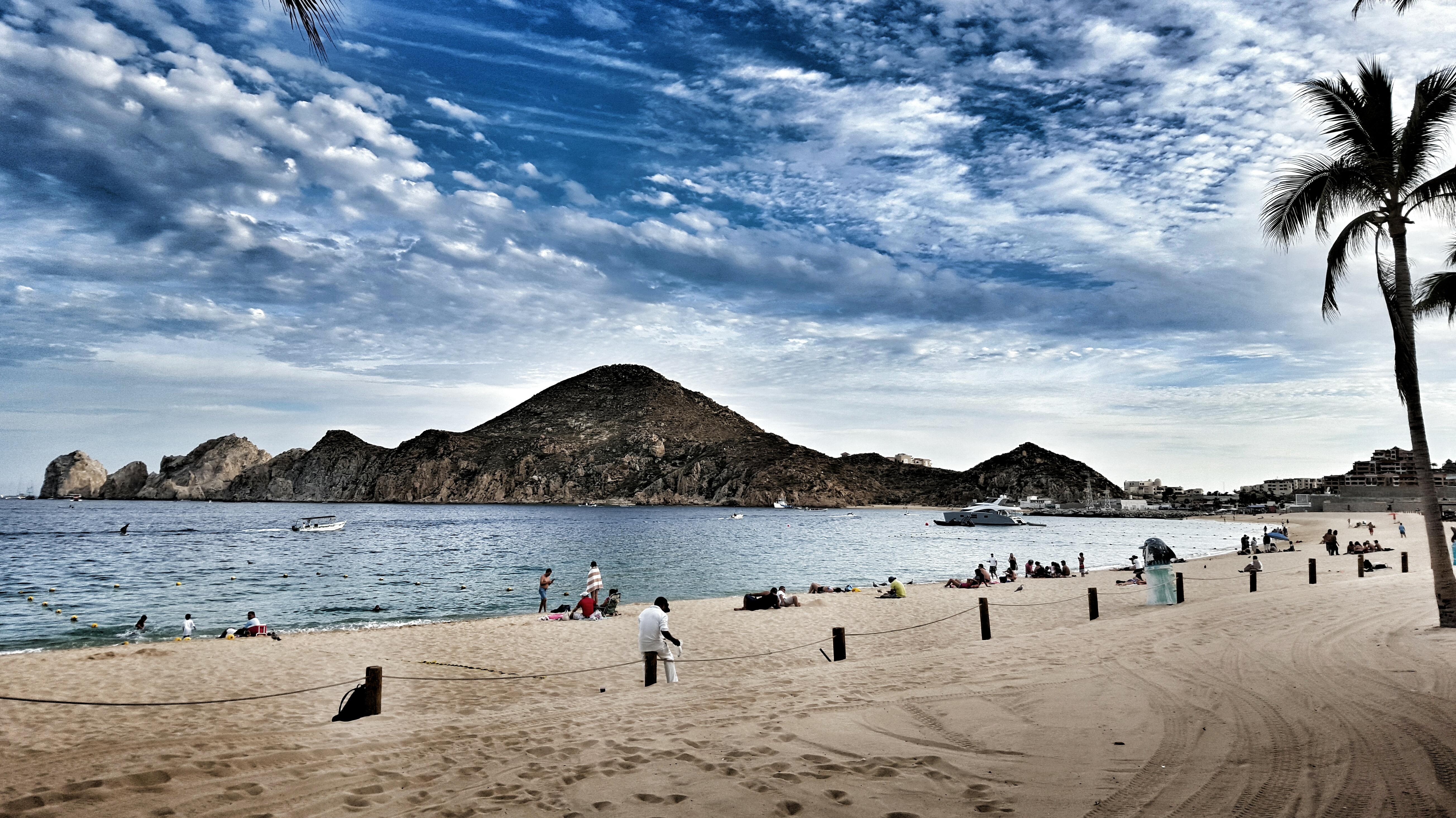
Medano, la spiaggia principale della città, con Pin el Cabo sullo sfondo

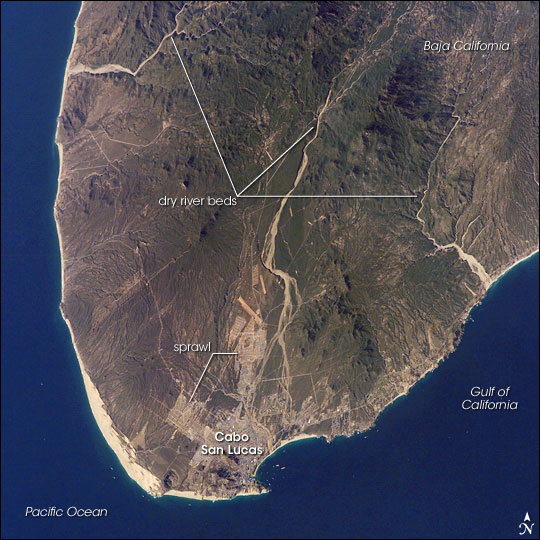
Lo sviluppo di Cabo San Lucas come emerge da un'immagine satellitare del 2005

Il cosiddetto corridoio di Los Cabos ospita una varietà di hotel e attrazioni turistiche. I resort più lussuosi comprendono il Waldorf Astoria, Las Ventanas al Paraiso, Esperanza, Villas del Palmar, Marquis Los Cabos, Casa Dorada, Cabo del Sol, AMResorts, Riu Baja California, Riu Santa Fe & Riu Palace, SUR, Grand Velas, Le blanc, Garza Blanca e Villa La Valencia, Hilton e Sheraton.
La baia di Chileno è una delle spiagge più frequentate del corridoio e ospita pesci tropicali, tartarughe marine, invertebrati e spugne. Gli amanti dello snorkeling visitano spesso questa spiaggia per stare più a contatto con l'ecosistema marino.

## Popolazione
| Anno | Popolazione |
| ---- | ----------- |
| 1990 | 16.059      |
| 1995 | 28.483      |
| 2000 | 37.984      |
| 2005 | 56.811      |
| 2010 | 68.463      |
| 2015 | 81.111      |

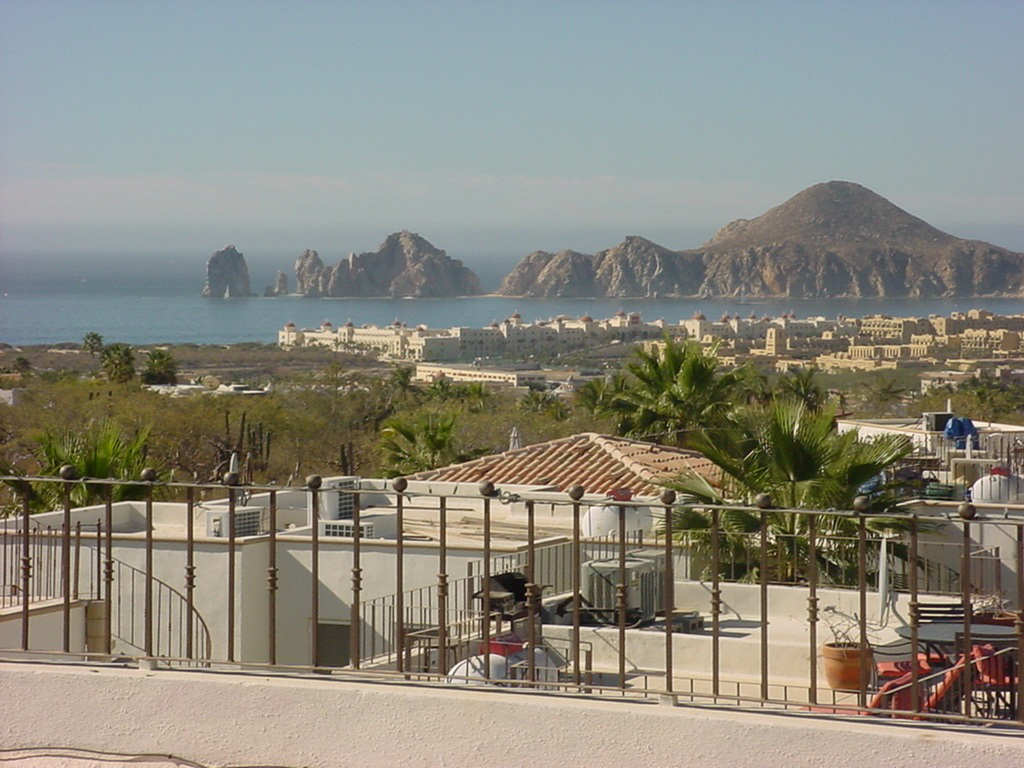
Abitazioni a Cabo San Lucas

Nel 2015, la popolazione ammontava a 81.111 persone e ha registrato una crescita demografica molto rapida. Ad oggi, risulta la terza città più grande della Baja California Sur dopo La Paz e San José del Cabo.
La maggior parte degli abitanti non messicani della comunità proviene dagli Stati Uniti e, insieme ai residenti di San José del Cabo, rappresenta l'80% della popolazione statunitense nello stato.